# Engleromyces sinensis
Engleromyces sinensis é uma espécie de fungo pertencente à família Xylariaceae [en]. Foi descrita como nova para a ciência em 2010, com base em espécimes coletados em 1958 e inicialmente identificados erroneamente como Engleromyces goetzii. O fungo é conhecido apenas na China, onde cresce em colmos de bambu. Forma corpos frutíferos na forma de dois lobos aproximadamente circulares de cor couro, com até 50 cm de diâmetro, que envolvem parcialmente o bambu. E. sinensis tem sido utilizado como remédio popular contra câncer e infecções nas províncias do Tibete, Iunã e Sujuão. Diversos metabólitos bioativos foram isolados e identificados a partir do fungo.

## Descoberta
Engleromyces sinensis foi descrito como uma nova espécie em 2010. Os autores estavam estudando membros da família Xylariaceae depositados no Herbário Micológico da Academia Chinesa de Ciências em Pequim, quando descobriram que cinco espécimes rotulados como E. goetzii, coletados na Montanha de Neve Dragão de Jade (província de Iunã) em 1958, não correspondiam às descrições da espécie publicadas por Paul Christoph Hennings (1900), Curtis Gates Lloyd (1917), R.W.G. Dennis [en] (1961) ou Jack Rogers (1981). Essas descrições, baseadas em coletas realizadas na África, convenceram os autores de que as coletas chinesas eram suficientemente distintas de E. goetzii para justificar a descrição de uma nova espécie. Antes dessa descoberta, o gênero Engleromyces [en] era monotípico. O epíteto específico sinensis significa "chinês".

## Descrição
Os corpos frutíferos de Engleromyces sinensis formam dois lobos aproximadamente esféricos que envolvem parcialmente o substrato de bambu. A descrição oficial indica dimensões de 4,3 a 4,9 cm por 4 a 5,5 cm, com 1,6 a 4 cm de altura, embora espécimes encontrados em mercados com até 50 cm de diâmetro tenham sido registrados. Quando jovens, a superfície é de cor couro com um tom rosado e levemente ondulada; com a maturidade, a cor muda para marrom-acinzentado, e a superfície torna-se mais lisa. A carne interna é de cor couro, com textura firme que posteriormente se torna lenhosa. Os ostíolos (pequenas aberturas por onde os esporos são liberados), espalhados pela superfície dos corpos frutíferos, têm aparência semelhante a mamilos quando jovens, tornando-se mais pontiagudos com o tempo. Localizados sob uma crosta de cerca de 1 mm de espessura, os peritécios estão dispostos em fileiras. Eles têm formato esférico, com ascos contendo oito esporos. Os ascos são em forma de funil ou de T, medindo cerca de 4 por 4 μm. Possuem um aparato apical (uma região na ponta do asco que forma o mecanismo de ejeção de esporos) que se tinge de azul em reagente de Melzer. Os ascósporos, lisos e pretos, alinham-se em uma única fileira e apresentam apêndices em forma de gota visíveis quando ainda no asco. Medem 15–19 por 11,5–12,5 μm, são amplamente inequilaterais com uma ou ambas as extremidades encurtadas, e não possuem um poro germinativo.
Em contraste com E. goetzii (a espécie-tipo de Engleromyces), E. sinensis possui esporos menores e um aparato apical em forma de T, em vez de cuboide. Os corpos frutíferos de E. goetzii podem crescer bastante, alcançando o tamanho de uma bola de futebol e pesando até 4 kg. Eles crescem apenas em bambu Oldeania alpina [en]. O fungo Gelatinomyces siamensis produz corpos frutíferos superficialmente semelhantes aos de E. sinensis. No entanto, os primeiros são menores, têm textura gelatinosa e são encontrados apenas na Tailândia, crescendo em colmos e ramos de bambu em elevações entre 390 e 840 m.

## Habitat e distribuição
Engleromyces sinensis é conhecido apenas na China, incluindo sua localidade-tipo em Iunã, no condado de Yulong. O fungo também foi coletado no condado de Medog [en] (Tibete), onde foi encontrado crescendo em uma floresta de coníferas. Foi coletado em elevações entre 2000 e 3500 m. Os corpos frutíferos crescem sobre e envolvem parcialmente os colmos de bambu. Especificamente, E. sinensis foi registrado em uma espécie de bambu conhecida como Fargesia melanostachys ou F. yulongshanensis, dependendo da autoridade. Coletas de Engleromyces feitas no Nepal, inicialmente identificadas como E. goetzii, provavelmente pertencem a E. sinensis.

## Pesquisa
Engleromyces sinensis é utilizado na China na medicina tradicional chinesa por suas propriedades antibióticas e anti-inflamatórias, sendo vendido em barracas de mercado em Iunã. Vários metabólitos bioativos foram isolados e identificados a partir do fungo. Ele produz engleromicina, uma citocalasina. Esse composto, também produzido por E. goetzii, apresenta atividade antibiótica e citotóxica. Outros metabólitos incluem o novo composto neoengleromicina e as citocalasinas D e 19,20-epoxicitocalasina D, previamente conhecidas. A neoengleromicina possui uma estrutura química incomum, com um esqueleto raro de amina substituída por ácido hidroxâmico.